# Forever King
Forever King — восьмой микстейп американского рэпера 50 Cent'a, вышедший в 2009 году. В этот микстейп входят 12 треков, спродюсированные продюсером Mister Cee. Все песни посвящены памяти Майкла Джексона.

## Об альбоме
Коллекция первоначально была названа Sincerely Southside Part 2, но смерть Майкла Джексона изменила имя в последний момент.. По сравнению с его последним релизом, War Angel LP, 50 Cent заявил:
Этот тейп отличается, я дал вам „War Angel”, вы уже знаете, что это такое. Теперь „Forever King”. Он имеет стиль 90-х.
В обложке для Forever King лицо 50 Cent’а, и его «Нью-Йорк Янкис» цифровой колпачок, наложенный на Череп, инкрустированный бриллиантами. Еще одна версия, более простая, с драгоценными камнями, череп с наклонной короной.

## Список композиций
| №   | Название                      | Длительность |
| --- | ----------------------------- | ------------ |
| 1.  | «I'm Paranoid»                | 3:24         |
| 2.  | «Respect It or Check It»      | 4:43         |
| 3.  | «Suicide Watch»               | 3:41         |
| 4.  | «Things We Do»                | 3:08         |
| 5.  | «Get The Money»               | 5:01         |
| 6.  | «Funny How Time Flies»        | 3:52         |
| 7.  | «If U Leaving, Then Leave...» | 5:13         |
| 8.  | «Dreaming»                    | 4:38         |
| 9.  | «Michael Jackson Freestyle»   | 2:29         |
| 10. | «London Girl Pt 2»            | 2:47         |
| 11. | «Touch Me»                    | 3:49         |
| 12. | «Put That Work In»            | 1:48         |

## Семплы
«I’m Paranoid»
- «Heaterz» by Wu-Tang Clan

«Suicide Watch»
- «Suicidal Thoughts» by The Notorious B.I.G.

«Things We Do»
- «The Things that You Do (Bad Boy Remix)» by Gina Thompson Feat Missy Elliott

«Get The Money»
- «One for the Money» by Horace Brown

«Funny How Time Flies»
- «Funny How Time Flies» by Intro

«If You Leaving, Then Leave…»
- «You Called & Told Me» by Jeff Redd

«Dreaming»
- «Dreaming» by Christopher Williams

«Michael Jackson Freestyle»
- «I Wanna Be Where You Are» by Michael Jackson

«Touch Me»
- «Touch Me, Tease Me» by Case Feat Foxy Brown & Mary J Blige